# Jean-François Blanchy
François Joseph Marie Antoine „Jean-François“ Blanchy (* 12. Dezember 1886 in Bordeaux; † 2. Oktober 1960 in Saint-Jean-de-Luz) war ein französischer Tennisspieler.

## Leben
Blanchy war der Sohn von Charles Blanchy (1851–1925), einem Kavallerieoffizier und Leiter des Handelshauses Blanchy Frères in Bordeaux, und Henriette de Georges de Bargeton-Verclause. Er war von 1914 bis zu ihrem Tod 1917 mit Marguerite Lagrave verheiratet. 1919 heiratete er Marie Journu, Tante des späteren Tennisspielers Roland Journu.

## Karriere
Tennis spielte er hauptsächlich in der Zeit zwischen 1910 und 1925. Bei den Französischen Tennismeisterschaften, wo er 1910 das erste Mal antrat und gleich das Finale erreichte und dort Maurice Germot unterlag, konnte er 1923 gegen den alternden Rekordsieger Max Décugis bei dessen zwölfter und letzter Finalteilnahme in vier Sätzen mit 1:6, 6:2, 6:0 und 6:2 gewinnen. Im selben Jahr gewann er mit Jean Samazeuilh auch den Doppeltitel. Bis 1925 waren die Meisterschaften aber nur Tennisspielern französischer Clubs vorbehalten, wodurch die Turniere weniger stark besetzt waren und auch nicht offiziell als Grand-Slam-Turnier galten. Im selben Jahr kam Blanchy zu seinen einzigen Einsätzen für die französische Davis-Cup-Mannschaft. Mit einer Bilanz von 3:2 konnte er in zwei Begegnungen zu einem Weiterkommen beitragen. Im Finale, das Frankreich verlor, war er allerdings nicht mehr im Aufgebot vertreten.
1912 nahm Blanchy an den Olympischen Spielen in Stockholm teil. Beim Rasen-Einzel verlor dort nach einem Sieg gegen Bohuslav Hykš gegen den Südafrikaner Lionel Tapscott in fünf Sätzen. Acht Jahre später, bei den Spielen in Antwerpen trat er in allen drei Konkurrenzen an. Im Einzel und Mixed schied er jeweils zum Auftakt aus, im Doppel konnte er an der Seite von Jacques Brugnon das Halbfinale erreichen, wo sie der japanische Paarung aus Kashio Seiichirō und Kumagai Ichiya unterlagen. Im anschließenden Spiel um Platz 3 traten sie nicht an, wodurch sie Vierter wurden. Neben seinem Titel bei den französischen Meisterschaften kam Blanchy zwischen 1920 und 1927 noch zu fünf anderen Einzeltiteln, die er allesamt in Frankreich gewann. Ab Ende der 1920er-Jahre nahm er lediglich noch an Vereinsspielen teil.
Nach der Zeit als Aktiver wurde Blanchy Präsident der Ligue de Guyenne, einer Organisation zur Promotion des Sports. Außerdem fungierte er als Vizepräsident des Tennisvereins Villa Primrose in Bordeaux und war in selber Funktion auch bei der Fédération Française de Tennis tätig.